# Peyrus
Peyrus é uma comuna francesa na região administrativa de Auvérnia-Ródano-Alpes, no departamento de Drôme. Estende-se por uma área de 10,48 km². Em 2010 a comuna tinha 614 habitantes (densidade: 58,6 hab./km²).